# Riddarhyttan
Riddarhyttan ist eine Ortschaft (tätort) in der schwedischen Gemeinde Skinnskatteberg in der Provinz Västmanlands län. Der Ort war seit seiner Entstehung bis in die 1980er Jahre vom Bergbau geprägt. Riddarhyttan liegt am Riksväg 68 auf halbem Weg zwischen Örebro und Falun.
Archäologische Untersuchungen fanden eine Vielzahl von Rennöfen im Umland des Ortes. Die ältesten wurden vor etwa 700 v. Chr. angelegt. In den folgenden Jahrhunderten entstanden in Riddarhyttan mehrere Einrichtungen zur Verhüttung von Kupfer- und Eisenerzen sowie eine Reihe von Hammerwerken. Ab dem 17. Jahrhundert konzentrierte sich die Eisenproduktion auf die Hütte Lienshyttan südwestlich der Ortschaft. Diese Hütte mit zugehörigem Hochofen wurde bis 1953 betrieben. Die Gebäude stehen im Rahmen des Ekomuseum Bergslagen für Besucher offen. Die letzte Grube in Riddarhyttan wurde in den 1980er Jahren geschlossen.
Für den Transport der Güter innerhalb von Riddarhyttan sowie zu den umliegenden Ortschaften gab es ein Netz von Eisenbahnen und Seilbahnen. Zu diesen zählte unter anderem die Bahnstrecke Köping–Uttersberg–Riddarhyttan.

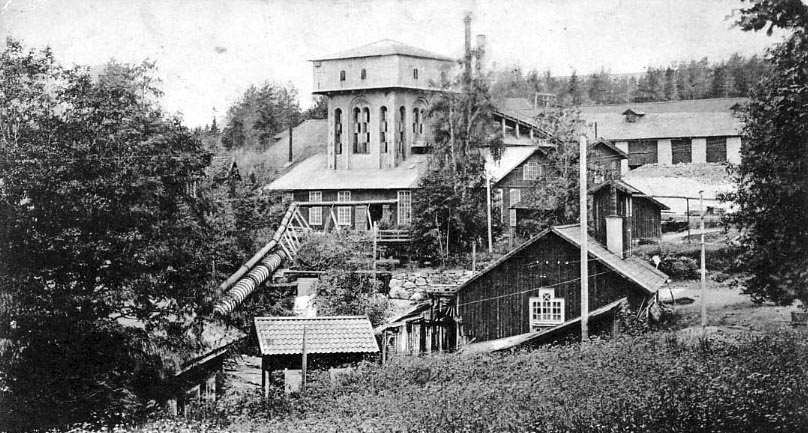
Lienshyttan (um 1900)
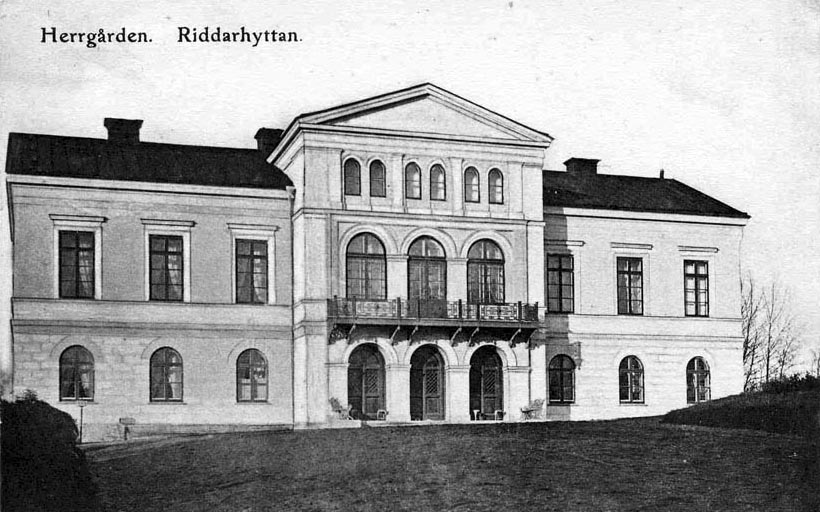
ehem. Herrenhaus
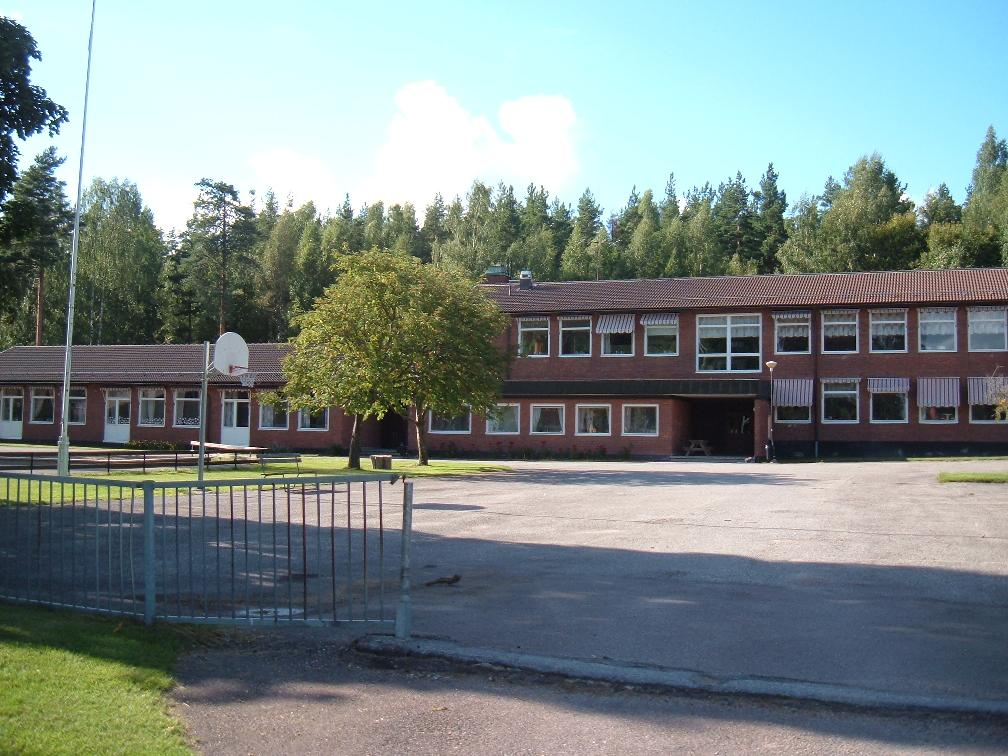
Schule
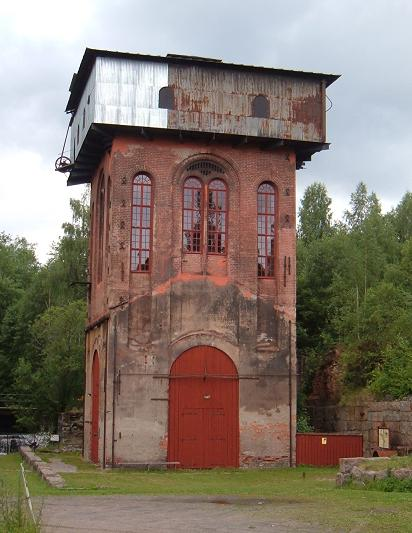
Alter Hochofen